# Anđeo (pjesma)
Anđeo je singl hrvatskih glazbenika Hiljsona Mandele i Miach zajedno s producentom Lockroomom. Objavljena je 28. listopada 2024., dan nakon premijere prve epizode televizijske serije „Sram”, kao službena pjesma serije.
Autori pjesme su: Ivan Hilje (Hiljson Mandela), Mia Čičak (Miach) i Mihovil Šoštarić (Lockroom). Prethodno su imali suradnju na pjesmu „NLO”.
Videospot za pjesmu realizirali su redateljski duo: Luka Matković i Ana Cindrić.
Pjesma je postigla istovremeno prvo mjesto na tri ljestvice: Billboard Croatia Songs ljestvici, HR Top 40 listi i na Shazam Croatia digitalnoj ljestvici. Pjesma je do kraja 2024. imala približno 2 milijuna preslušavanja na Spotifyju i gotovo 5 milijuna pregleda na YouTubeu, a 12 milijuna sredinom veljače 2025.
Pjesma je osvojila nagradu Cesarica za „Hit studenog 2024.”
Prema podacima HDU-a postala je najemitiraniji singl u prvoj polovici 2025.
Što se tiče streaming servisa, na Spotifyu prema svježim podacima pjesma broji preko 9 milijuna streaminga dok na servisu YouTube pjesma je pregledana više od 20 milijuna puta. U prvih šest mjeseci 2025. godine, Anđeo je proveo 17 tjedana među pet najemitiranijih, od čega je osam tjedana bio na vrhu HR Top 100. Na listu najemitiranijih ušao je još 11. studenoga 2024., a od 18. studenoga do 21. travnja nije napuštao Top 5, ostvarivši ukupno 12 tjedana na broju jedan (četiri u 2024. godini i osam u 2025.).